# Sicherheitspolizei
La Sicherheitspolizei (en español: Policía de Seguridad), a veces abreviada como SiPo, fue un término empleado en Alemania para referirse a un tipo de policía ya desaparecida. En la Alemania nazi fue empleado para describir a las agencias de seguridad encargadas de las investigaciones por crímenes y delitos políticos. Fue creada combinando fuerzas a través de la Gestapo (Policía Secreta del Estado) y la KriPo (Policía Criminal), existiendo entre 1936 y 1939. A partir de 1939 fue transferida y puesta bajo la autoridad de la Reichssicherheitshauptamt (RSHA), como uno de los siete departamentos de los que se componía esta agencia estatal.

## Historia
El término tiene sus orígenes en agosto de 1919, cuando el Ministerio del Reichswehr estableció una Sicherheitswehr como fuerza de policía militarizada para que tomara acción en el caso de producirse disturbios o huelgas. Sin embargo, debido a las limitaciones numéricas del ejército por el Tratado de Versalles, acabará siendo renombrada como Sicherheitspolizei para ocultar sus verdaderas intenciones. A pesar de esto, fue considerado un cuerpo militar y el reclutamiento se realizó en buena medida entre los Freikorps, con suboficiales y oficiales procedentes del antiguo Ejército Imperial Alemán.
En 1936 la Policía de seguridad del Estado se ha consolidado y había quedado puesta bajo el control de Reinhard Heydrich, ya jefe de la Sicherheitsdienst (SD) del Partido nazi. La idea era obtener la unificación completa de la agencia de inteligencia del partido (SD) con una agencia estatal (SiPo), pero en la práctica ambos organismos mantuvieron su independencia y acababan teniendo numerosos conflictos por cuestiones de jurisdicción. Muchos oficiales, investigadores y policías profesionales de la SiPo despreciaron a la SD, a los que consideraban un organismo incompetente. Además, ese mismo año las agencias de la policía estatal en Alemania fueron divididas por decreto entre la Ordnungspolizei (policía regular) y la Sicherheitspolizei (policía de seguridad del Estado). Las dos ramas de la policía eran conocidos comúnmente como la OrPo y SiPo.
En septiembre de 1939, con la fundación de la SS-Reichssicherheitshauptamt (RSHA), la Sicherheitspolizei se integró en el nuevo organismo estatal como una sección y cesó su existencia. Aun así, el término SiPo fue empleado generalmente para describir a cualquier fuerza de policía de las que se componía la RSHA.

## Guerra fría
Tras el final de la Segunda Guerra Mundial, la expresión Sicherheitspolizei se empleó en la Alemania oriental para denominar a algunas fuerzas que componían la policía secreta de la República Democrática Alemana (RDA).